# باشگاه فوتبال پارما
باشگاه فوتبال پارما (به ایتالیایی: Parma Calcio 1913 S.r.l.) باشگاه فوتبال ایتالیایی است که در شهر پارما قرار دارد و در سری آ رقابت می‌کند.
این باشگاه در تاریخ ۲۷ ژوئیه ۱۹۱۳ تأسیس شده‌است و هم‌اکنون در سری آ فوتبال باشگاهی ایتالیا بازی می‌کند. مالک این باشگاه، شرکت لبنیاتی پارمالات بود که با ورشکستگی آن در سال ۲۰۰۳، باشگاه نیز به گرفتاری‌های مالی دچار شد که در پایان فصل ۱۵–۲۰۱۴ سری آ به ورشکستگی باشگاه، انحلال و سپس بنیانگذاری دوباره به صورت باشگاه غیرحرفه‌ای و شرکت در سری دی (چهارمین سطح فوتبال ایتالیا) انجامید. این باشگاه بعد از تأسیس دوباره و سه صعود پی در پی از رقابت‌های دسته‌های پایین‌تر، در سال ۲۰۱۸ و پس از سه فصل دوباره به سری آ بازگشت. پارما در فصل  ۲۱_۲۰۲۰ به دسته پایین تر سقوط کرد ولی در حال حاضر در سری آ حضور دارد.

## پایگاه هواداری

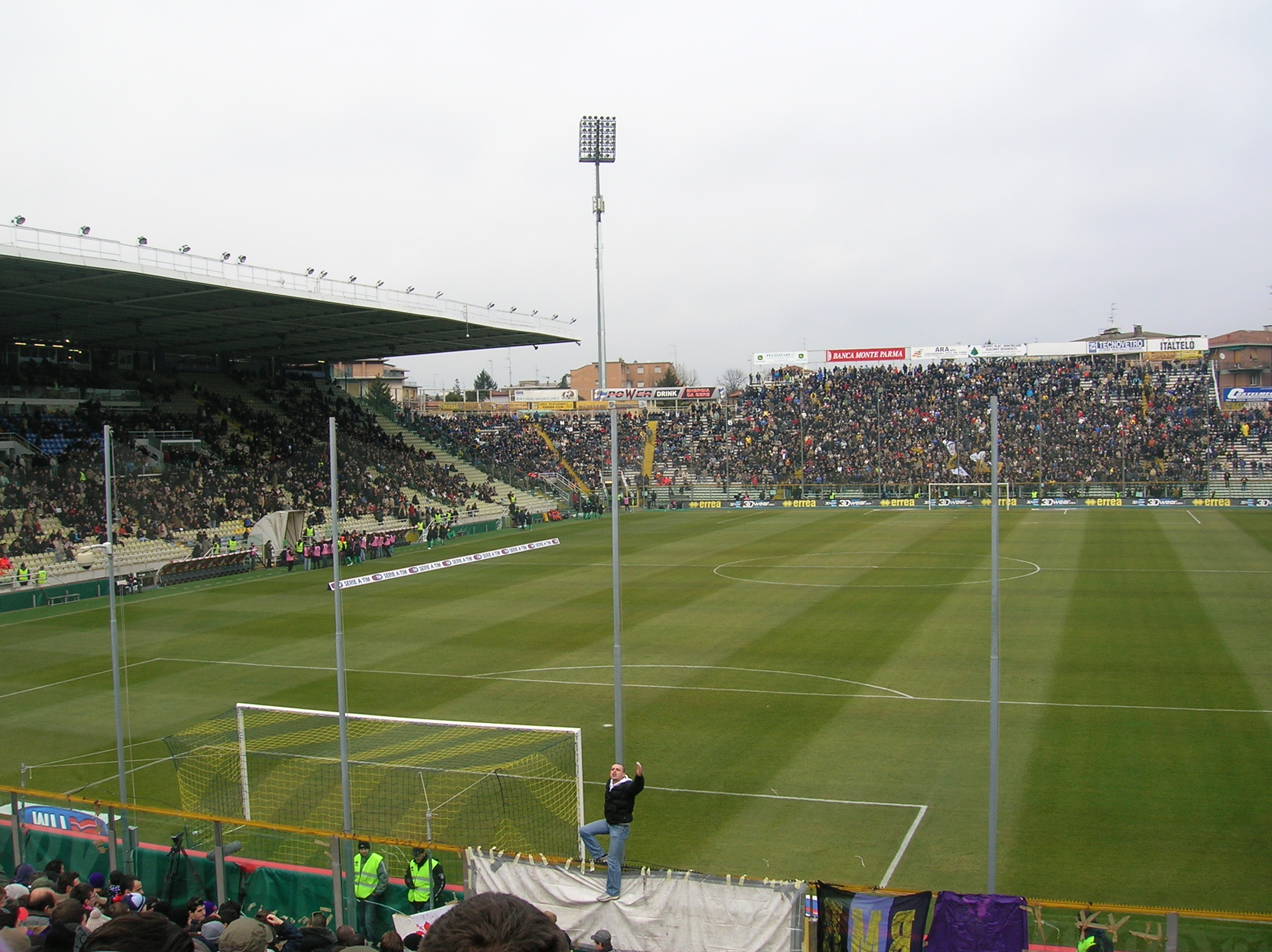
هواداران در ورزشگاه انیو تاردینی

گروه هواداران افراطی محلی با نام پسران پارما ۱۹۷۷ شناخته میشوند. این گروه در سال ۱۹۷۷ تاسیس شد. در ورزشگاه انیو تاردینی، هواداران این دسته، سکو های ضلع شمالی ورزشگاه را اشغال میکنند. سکو هایی که بعد از ۴ می ۲۰۰۸ به نام متئو باگنارسی هوادار پارما که برای بازی پارما - یوونتوس به تورین رفته بود و در جریان درگیری میان هواداران کشته شد، نامگذاری شده است

## افتخارات

### داخلی
- جام حذفی فوتبال ایتالیا:
  - قهرمانی (۳): ۱۹۹۱–۹۲، ۱۹۹۸–۹۹، ۲۰۰۱–۰۲
  - نائب قهرمانی (۲): ۱۹۹۴–۹۵، ۲۰۰۰–۰۱
- سوپر جام ایتالیا:
  - قهرمانی (۱): ۱۹۹۹
  - نائب قهرمانی (۳): ۱۹۹۲، ۱۹۹۵، ۲۰۰۲
- سری آ:
  - نائب قهرمانی (۱): ۱۹۹۶–۹۷
- سری بی:
  - نائب قهرمانی (۲): ۲۰۰۸–۰۹، ۲۰۱۷–۱۸
- سری سی:
  - نائب قهرمانی (۱): ۲۰۱۶-۱۷
- سری دی:
  - قهرمانی (۱): ۲۰۱۵–۱۶

### اروپایی
- لیگ اروپا:
  - قهرمانی (۲): ۱۹۹۴–۹۵، ۱۹۹۸–۹۹
- جام در جام اروپا:
  - قهرمانی (۱): ۱۹۹۲–۹۳
  - نایب قهرمانی (۱): ۱۹۹۳–۹۴
- سوپر جام اروپا:
  - قهرمانی (۱): ۱۹۹۳

## بازیکنان سرشناس
- هرنان کرسپو
- جانلوئیجی بوفون
- خوان سباستین ورون
- لیلیان تورام
- فابیو کاناوارو
- دینو باجو
- الساندرو لوکارلی
- لویجی آپولونی
- هریستو استویچکف
- آلبرتو جیلاردینو
- جیان فرانکو زولا
- سباستین جووینکو

## مربیان سرشناس
- روبرتو دونادونی
- فابیو کاپلو
- کلودیو رانیری
- هکتور کوپر
- کارلو آنچلوتی
- نویو اسکالا
- چزاره مالدینی